# Castell de Cabrera (Anoia)
El Castell de Cabrera és un edifici de Cabrera d'Anoia, declarat bé cultural d'interès nacional.

## Història
Va ser construït per a vigilar el camí ral d'Aragó al congost de Capellades. El 13 de les calendes d'octubre de l'any 20 del rei Enric (1051), aquest vengué per 300 unses d'or al seu nebot, el vescomte Udalart, el castell de Fontanet. A les nones de novembre de l'any 25 del mateix rei (1056), vengué també a son nebot i a sa muller el castell de Cabrera.
El primer senyor va ser el bisbe de Barcelona i vescomte Guislabert I de Barcelona, i el 1063, el seu successor Miró Guilabert va vendre el castrum Capraria a Ramon Berenguer I, comte de Barcelona, i la seva dona Almodis de la Marca. En aquesta venda també s'hi va incloure l'església de Sancti Salvatoris. A partir del 1147 el comte barceloní encomanà la castlania dels castells de Piera i Cabrera al vescomte Guillem de la Guàrdia.
El 1273, Asbert de Mediona va donar al rei Jaume el Conqueridor el castell d'Altea a canvi del de Cabrera, que li cedí en feu. Més tard acabaria recuperant el d'Altea. Quatre anys més tard, Asbert donà de nou el castell d'Altea i el de Vilamajor al rei, aleshores Pere el Gran, el qual a canvi li confirmà el feu del de Cabrera. El 1348, Pere de Tous rebé els feus del castell de Cabrera i lloc de Vallbona i dos anys més tard, Pere el Cerimoniós li confirmava la potestat d'aquest castell. Tot i que hi hagué algunes vendes momentànies dels termes del castell, Bernat de Tous recuperà la titularitat i el 1396 aquest noble vengué el castell de Cabrera i el lloc de Vallbona als Cardona.
A partir del 1483, el lloc pertanyia als Camporrells i finalment va passar a mans de la família dels Foixà vers l'any 1550, època en què el castell ja estava en estat força malmès. Finalment, a finals del segle xvii hi ha constància que el pagès Josep Pons i la seva esposa Maria Móra (cognom que adoptaren ell i els seus descendents) i Dolcet eren els propietaris i van construir una nova residència sobre les ruïnes del castell, conservant-se al portal l'escut dels Cardona. A la mort el 1867 de Ferran de Móra i de Llança, fou succeït per la seva neboda Mercè de Llança i de Móra, filla de la seva germana Rafaela i de Francesc de Llança i Canals-Santmartí. Aquesta es va casar amb Antoni Via i Puig i l'hereu fou Josep Maria Via i de Llança.

## Descripció
Només se'n conserven alguns panys de paret amb espitlleres, corresponents al clos que protegia la fortalesa. L'aparell és fet de blocs de pedra disposats en filades horitzontals lligades amb morter. Sobre les runes del castell es bastí al segle xvii un gran casal aprofitant alguns murs antics.

### Casal dels Móra
És de planta rectangular i aprofita el mur de l'antic castell. Són dos cases adossades a les quals s'hi entra a través d'un pati que les comunica mitjançant una antiga arcada que conserva l'escut dels Cardona. A la part dreta se li adossa el pati que està situat davant l'església de Sant Salvador.